# ياوارا!
ياوارا! (باليابانية: ハッピー!، بالروماجي: Yawara!) هي سلسلة مانغا يابانية من تأليف ناوكي أوراساوا، نشرت من قبل شوغاكوكان في مجلة بيغ كوميك سبيرايتس، في عام 1986 حتى عام 1993، وتم تجميعها في 29 مجلد تانكوبون.  أنتجت إلى أنمي تلفزيوني من قبل استوديو مادهاوس، عرض الأنمي في 16 أكتوبر عام 1989 واستمر عرضه حتى 21 سبتمبر عام 1992، وتكون من 124 حلقة.

## القصة
تدور أحداث القصة عن ياوارا إينوكوما هي فتاة شابة تطمح إلى حياة عادية ولكن بسبب موهبتها الفطرية أجبرت على ممارسة الجودو من قبل جدها المستبد، جيغورو إينوكوما بهدف تحقيق البطولة اليابان والميدالية الذهبية في الألعاب الأولمبية الصيفية لعام 1992 في برشلونة. بسبب الضغط من جدها، فإنها بشكل عام لديها موقف سيء تجاه الجودو، وتتجنبها بقدر ما تستطيع. مع مرور الوقت فهمت لماذا يحب جدها الجودو ويقدرها أكثر.

## الشخصيات
ياوارا إينوكوما (باليابانية: 猪熊 柔، بالروماجي: Inokuma Yawara)
مؤدية الصوت: يوكو ميناغوتشي
جيغورو إينوكوما (باليابانية: 猪熊 滋悟郎، بالروماجي: Inokuma Jigorou)
مؤدي الصوت: إيتشيرو ناغاي
ساياكا هونامي (باليابانية: 本阿弥 さやか، بالروماجي: Honami Sayaka)
مؤدية الصوت: يوشينو تاكاموري
شينوسوكي كازاماتسوري (باليابانية: 風祭 進之介، بالروماجي: Kazamatsuri Shinnosuke)
مؤدي الصوت: أكيرا كاميا
كوساكو ماتسودا (باليابانية: 松田 耕作، بالروماجي: Matsuda Kosaku)
مؤدي الصوت: توشيهيكو سيكي
كامودا (باليابانية: 鴨田، بالروماجي: Kamoda)
مؤدي الصوت: تشافورين
هانازونو
مؤدي الصوت: ماساشي سوغاوارا
جودي روكويل (باليابانية: ジョディ・ロックウェル، بالروماجي: Jodi Rokkuweru)
مؤدية الصوت: ميوكي إيتشيجو

## وصلات خارجية
- الموقع الرسمي باللغة اليابانية
- Official Madhouse website باللغة اليابانية
- Official Fuji TV website باللغة اليابانية
- AnimEigo Official site
- ياوارا! على موقع ANN manga (الإنجليزية)